# NGC 1634
NGC 1634 este o galaxie eliptică situată în constelația Taurul. A fost descoperită în 9 decembrie 1798 de către William Herschel. Se află la o distanță de 59,91 de megaparseci de Pământ.